# Proseni Do
Proseni Do (cyr. Просени До) – wieś w Czarnogórze, w gminie Cetynia. W 2003 roku liczyła 7 mieszkańców.